# 心經 (小說)
《心經》，是張愛玲的短篇小說。這部作品最初連載在雜誌《萬象》，後收入雜誌社在1944年出版的小說集《傳奇》。這部作品以父女之間的戀情為主題。